# Zany
Zany o Dj Zany, pseudonimo di Raoul van Grinsven (Veldhoven, 11 maggio 1974), è un disc jockey e produttore discografico olandese.

## Carriera musicale
Zany ha iniziato a lavorare agli inizi degli anni 90 nel negozio di dischi Freaky Records di Eindhoven. Durante quel periodo, è stato trovato regolarmente a feste nei club locali come la Carte Blanche e Carmen, e il Shadowlands. Come membro di quest'ultima, ha suonato con l'alias Shadowlands Terrorists così come col proprio nome. Nel frattempo, DJ Zany ha suonato anche in paesi come l'Italia, Svizzera, Spagna, Creta, Germania, Belgio, Stati Uniti, Inghilterra, Irlanda del Nord, Curaçao e Francia. In seguito decise di incentrare le sue energie sulla emergente musica hardstyle mettendo da parte la sua attività di dj e producer hardcore.
Dal 2001, Zany fatto una serie di EP e remix per l'etichetta Fusion, sotto vari pseudonimi, oltre a un mix album dal titolo New Generation Bass.
Nel 2005 ottenne un terzo posto al Dutch Dance Awards, che lo rese il più popolare dj hardstyle del mondo e sempre nello stesso anno produsse l'inno del Qlimax Science & Religion.
Ha lavorato insieme a Pavo, Tatanka e Duro, è stato uno dei primi dj a produrre musica hardstyle ed è considerato come uno dei più grandi dj hardstyle olandesi.
Zany è inoltre conosciuto anche con altri alias tra cui: Chicano, Copycat, DJ Alpha-bet, Orin-co, Pale-X, Raine, Raoul Luciano, 040, Boomboys, Camilia, Cenoginerz, Club Robbers, Donkey Rollers, Mos Phat, Pavo & Zany, Project Deviate, Punk Brozz, Revolution Team, Sampleboxxx, Shadowlands Terrorists, Southstylers, Virus, Zini & Kantini.
Zany lavora per la Fusion Records (una parte della Freakymusic, fondata da Coen Noordendorp), ne è un grande rappresentante e quasi tutti i suoi lavori sono prodotti sotto questa etichetta.

## Spettacoli
Zany ha fatto più di 300 presenze, la maggior parte nei Paesi Bassi, ma anche in altri paesi. Inoltre partecipa a festival come il Qlimax, Q-base, Defqon 1, In Qontrol, Sensation Black, Tomorrowland, X-Qlusive, Decibel Outdoor, Mysteryland e QrimeTime.